# NGC 3811
NGC 3811 este o galaxie spirală situată în constelația Ursa Mare. A fost descoperită în 9 februarie 1788 de către William Herschel. Se află la o distanță de 63,97 de megaparseci de Pământ.